# 迪納利國家公園和保留區

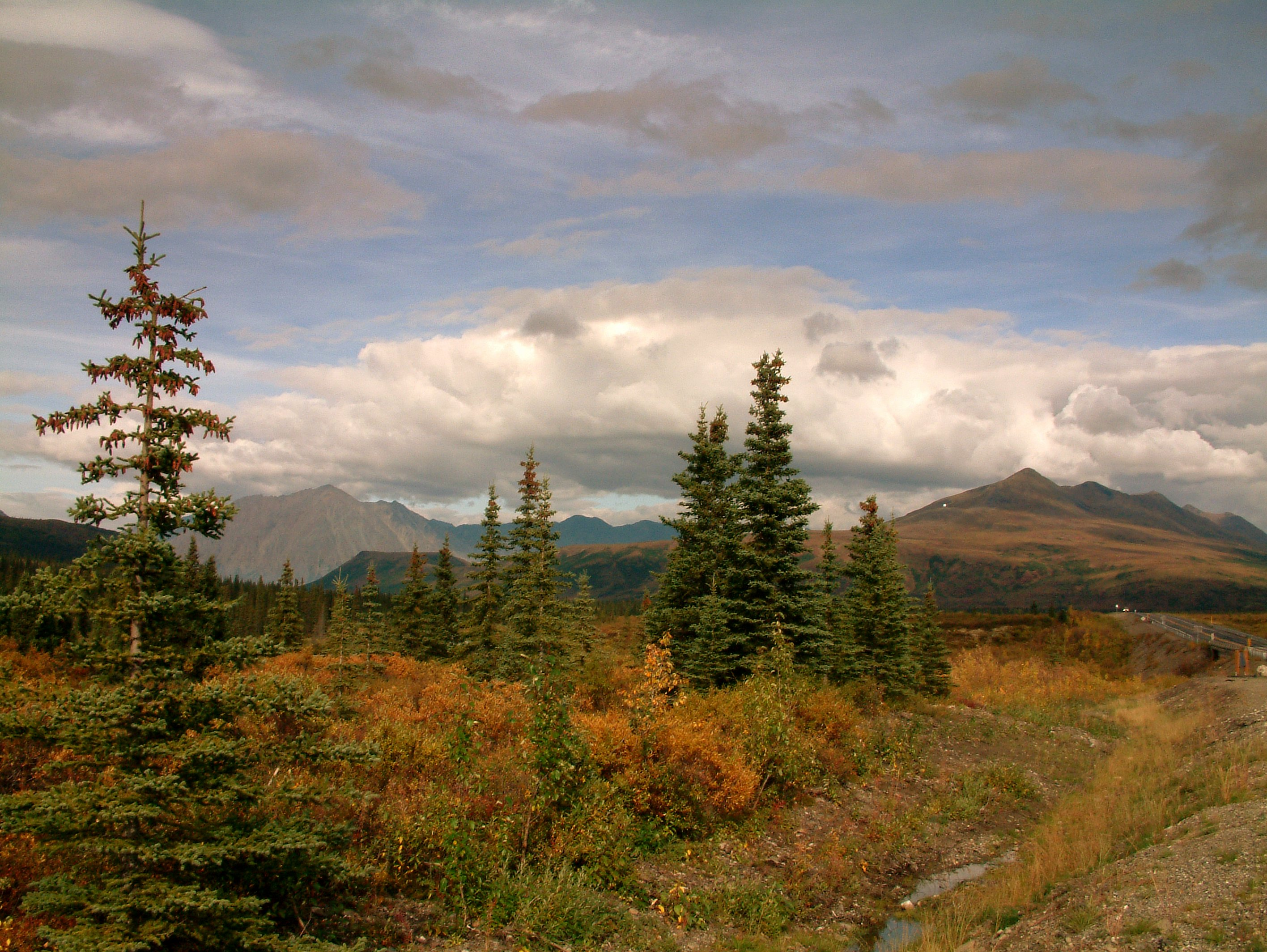

迪纳利国家公园和保护区（英語：Denali National Park and Preserve）或德那利國家公園暨保存區建于1917年2月26日，位于美国阿拉斯加州内陆，占地24,585平方公里。北美最高峰麦金利山（舊名迪纳利山）位于园内。園內大多屬於北方的荒野。每年夏季遊客增多的時候園方會提供遊園公車。迪纳利國家公園暨保存區也是灰熊、馴鹿、道氏白羊、麋鹿等大型野生動物的棲息地。
這個國家公園建立於20世紀初，當時以園內最高的山峰麥金利山（Mount McKinley）命名為麥金利國家公園。直至1980年，時任美國總統吉米·卡特將國家公園依原住民的稱呼改名為迪纳利。「迪纳利」在德內語支語言裡有「非常高峻」的意思。2025年，時任總統唐納·川普簽署第14172号行政命令將山峰改為原名“麥金利山”，但公園名稱保持不變。
迪纳利国家公园和保存區由美国国家公园管理局管理。